# Fengkuang de saiche
Fengkuang de saiche (疯狂的赛车S), noto anche con i titoli internazionali Crazy Racer e Silver Medalist, è un film cinese del 2009 scritto e diretto da Ning Hao.

## Trama
Geng Hao era un promettente ciclista, tuttavia – dopo essere stato incastrato dal suo allenatore in uno scandalo legato al doping – la sua vita è andata in frantumi. L'uomo trova un'occasione di riscatto in una celebre competizione ciclistica; per motivi diversi le sue vicende si intrecciano con quelle di alcuni gangster, di Fa-la – il quale vuole uccidere la moglie che ormai detesta – e dello spiegato trafficante di droga e assassino Chachai.

## Distribuzione
La pellicola ha goduto di una distribuzione a livello nazionale a cura della China Film Group, a partire dal 20 gennaio 2009.